# Bartolomeo de Mutiis
Bartolomeo de Mutiis (o de Motij, de Montij, de Mutijs, de Mutis, Demutis, Muzzi, Mozzi; 1575/80 – novembre 1623) è stato un cantante e compositore italiano, attivo alla corte degli Asburgo nel primo quarto del Seicento.

## Biografia
Della sua giovinezza non si sa praticamente nulla. Membro dei Mozzi, una delle tre casate che detenevano la contea di Cesana in seno alla Serenissima, si può ritenerlo originario dell'ampia zona compresa tra la Laguna Veneta e il Bellunese passando per il Trevigiano, tutte regioni in cui la sua famiglia è attestata tra il Cinquecento e il Seicento.
Forse entrò nella corte degli Asburgo tramite il veneziano Pietro Antonio Bianco, alla guida della loro cappella musicale tra il 1595 e il 1611; sappiamo infatti che quest'ultimo si recò spesso nella città natale per assumere nuovi musicisti, visto la politica controriformistica degli arciduchi che preferivano la componente italiana.
Di lui, in ogni caso, si hanno notizie solo a partire dal 1º aprile 1604 quando a Graz fu nominato cappellano e tenore di Ferdinando d'Asburgo. L'anno successivo risulta al seguito della sorella di questi, Costanza, mentre si recava in Polonia per sposare re Sigismondo III. Si interessò di commerci, infatti è datata 1609 una supplica in cui chiedeva un lasciapassare per esportare carni e cereali senza dazio. Nel 1611 fu incaricato da Ferdinando di recare un regalo di nozze (una coppa) al commediografo Paolo Veraldo, mentre nel 1611 accompagnò lo stesso arciduca a Vienna in occasione del matrimonio tra l'imperatore Mattia e Anna del Tirolo.
Probabilmente fu elemosiniere per Massimiliano Ernesto d'Asburgo, fratello di Ferdinando, il quale risulta committente e dedicatario le sue Musiche a una, doi e tre voci per cantare e sonare con chitaroni, overo con altri istromenti di corpo (Venezia, 1613).
Nel 1615 furono inseriti due suoi mottetti a due voci e basso continuo (Confige timore tuo, Quemadmodum desiderat cervus) nel Parnassus musicus Ferdinandaeus, una ricca raccolta musicale - contiene, tra gli altri, brani di Claudio Monteverdi - curata da Giovanni Battista Bonometti e dedicata all'arciduca (Venezia, 1615).
Morto nel 1623, due anni dopo fu concessa una donazione in denaro al fratello Giovanni in riconoscenza dei suoi meriti.

## Musiche a una, doi e tre voci
Le Musiche del de Mutiis appartengono a un nuovo genere a voce sola e a tema profano, le prime di questo tipo a comparire in una corte transalpina. Si notano tuttavia delle vicinanze con la vocalità monodica diffusa in altre città austriache, come le Musiche da camera e chiesa (1612) di Francesco Rasi, compositore attivo a Salisburgo.
Notevole la vicinanza a Giulio Caccini e alle sue Nuove musiche (1602), opera di cui imitò non solo lo stile ma anche il titolo e la strutturazione, con l'alternanza di madrigali e arie strofiche, cui si aggiungono vari brani a voce sola, duetti e terzetti. Altro elemento in comune è l'uso del chitarrone o di un altro strumento «di corpo» come basso continuo per l'accompagnamento della voce. I testi sono perfettamente in linea con le tendenze dell'epoca poiché attingono, tra l'altro, dalle poesie Giovan Battista Marino, Battista Guarini, Girolamo Casoni, Annibale Pocaterra, Angelo Grillo e Gabriello Chiabrera.
Come in Caccini, le Musiche si caratteristizzano per passaggi e figurazioni che richiedono una notevole agilità da parte dell'esecutore, nonché un canto espressivo. Duetti e terzetti hanno la duttilità della monodia e concedono spazio a spunti solistici. Le parti polifoniche, invece, presentano un'eufonia piana e un moderato ricorso alla dissonanza.
La raccolta include anche Non è di gentil core, unica composizione pervenutaci di Francesco degli Atti, musico di camera dell'arciduca dal 1609.